# Cabaj-Čápor
Cabaj-Čápor je obec na Slovensku v okrese Nitra. Leží v blízkosti krajského města Nitra. Pod obec patří několik částí: Hrúšťov, Fízeš, Riegler, Pereš, a Nový Cabaj, který je nejblíže městu Nitra. V obci je národní kulturní památka – pozdně barokní kaštel pocházející z 2. poloviny 18. stol., tzv. Wagnerov kaštieľ; v současnosti je v budově zdravotnické zařízení.

## Historie
Archeologické nálezy dokládají, že území obce bylo osídleno již v mladší době bronzové a v raném středověku. První písemná zmínka o Cabaji, resp. o Pereši, je v tzv. Zoborské listině z roku 1113, ve které je zmiňována ves Kuth (dnešní Pereš). První písemná zmínka o Čáporu je v listině ostřihomského arcibiskupa Martíria z roku 1156. Současná obec vznikla v roce 1974 sloučením obcí Cabaj a Čápor.

## Osobnosti
- Ján Domasta (1909–1989), prozaik a autor literatury pro děti a mládež